# Maria Rita Saulle
Maria Rita Saulle (Caserta, 3 dicembre 1935 – Roma, 7 luglio 2011) è stata una giurista italiana, seconda donna a entrare alla Corte costituzionale su nomina del Presidente della Repubblica Carlo Azeglio Ciampi nel 2005.

## Biografia
Professoressa ordinaria di diritto internazionale nella Facoltà di Scienze Politiche dell'Università degli Studi di Roma "La Sapienza", è stata nominata dal Presidente della Repubblica Carlo Azeglio Ciampi giudice della Corte costituzionale il 4 novembre 2005 (ha giurato il 9 novembre 2005). È stata la seconda giudice donna della Corte costituzionale dopo Fernanda Contri, nominata nove anni prima.

## Attività didattica e scientifica
Ha insegnato Organizzazione internazionale nella Facoltà di Scienze Politiche dell'Università di Roma La Sapienza ed è stata incaricata stabilizzata dell'insegnamento di Diritto internazionale e di Storia dei trattati e politica internazionale nella Facoltà di Giurisprudenza dell'Università dì Roma, dove ha ricoperto le funzioni di direttore dell'Istituto di diritto internazionale negli anni settanta. Nel 1978 ha vinto una borsa di studio di ricerca della NATO in seguito alla quale ha pubblicato il volume "NATO and its Activities: a political and juridical approach on consultation" (1979), nel quale ha posto in risalto la funzione politica e non solo militare dell'Alleanza.
Avendo vinto all'unanimità il concorso nazionale di professore ordinario di diritto internazionale, dal 1981 al 1983 e dal 1989 al 1990 ha insegnato come professore ordinario nella Facoltà di Economia Marittima di Napoli ricoprendo le cattedre di "Diritto internazionale", di Diritto internazionale della navigazione e di Diritto delle Comunità europee di cui ha proposto l'istituzione. Ha diretto, nella stessa Facoltà, l'Istituto di diritto pubblico. Dal 1983 al 1986 à stata docente stabile di Diritto delle Comunità europee presso la Scuola Superiore della Pubblica Amministrazione.
Ha istituito nel 1992 con l'Alto commissariato delle Nazioni Unite per i rifugiati, presso la Facoltà di Scienze Politiche dell'Università degli Studi di Roma La Sapienza, il corso multidisciplinare in materia di migrazione e diritti umani, tuttora attivo. Ha svolto attività di conferenziere e relatore in congressi e convegni scientifici presso Università italiane e straniere (Milano, Torino, Trieste, Napoli, Salerno, Messina, Catania, Palermo, Rio de Janeiro, Oslo, Bonn, Lussemburgo, Strasburgo etc.) e presso Enti Internazionali (Consiglio d'Europa, Parlamento europeo, etc.).
È stata componente di Commissioni e Comitati governativi: Presidente del Comitato comunicazione della Commissione nazionale UNESCO dal 1990 al 2000 e del Comitato diritti umani dal 2000; membro del Comitato interministeriale per i diritti umani presso il Ministero degli affari esteri dalla sua istituzione; membro del Comitato per la cultura costituzionale presso il Ministero della pubblica istruzione, e componente dell'Osservatorio sull'handicap fino a 1994; componente della Commissione nazionale per la Parità uomo-donna presso la Presidenza del Consiglio dei ministri dal 1984 al 1992.
È stata membro del Comitato-consultivo del Ministero della difesa per l'inserimento delle donne nelle Forze Armate, e consulente del Dipartimento delle politiche comunitarie dal 1991 al 1993. È stata Presidente (dal 2003) e Vice Presidente internazionale dell'AWR (Associazione internazionale per lo studio del Problema Mondiale dei Rifugiati). Ha proposto l'istituzione del dottorato di ricerca in Ordine internazionale e diritti umani di cui è stata anche direttore; è stata, inoltre, Direttore del Master in Tutela internazionale dei diritti umani, da lei ugualmente proposto alla Facoltà di Scienze Politiche dell'Università di Roma La Sapienza. Nel 2011, il "Master in tutela internazionale dei diritti umani" è stato a lei intitolato.
Il 25 marzo 2010, è stata nominata Professore Emerito di diritto internazionale presso la "Sapienza" Università di Roma, distinzione che le è stata conferita il 16 aprile 2010, occasione in cui ha tenuto la sua Lectio Magistralis "I diritti umani all'inizio del terzo millennio". È stata Presidente della XXI edizione (15 e 22 novembre 2010) della Giuria per il conferimento del premio Minerva Anna Maria Mammoliti. 
È deceduta il 7 luglio 2011, all'età di 75 anni.

## Incarichi internazionali
È stata il negoziatore per l'Italia della Convenzione delle Nazioni Unite per i diritti del bambino (1986-1989). Ha fatto parte della delegazione italiana alla Conferenza mondiale delle Nazioni Unite sulle donne (Nairobi 1985). Ha proposto, nel 1987, come delegata dell'Italia alle Nazioni Unite, una Convenzione mondiale sulle pari opportunità dei disabili. La Convenzione è stata aperta alla firma degli Stati il 30 marzo 2007. Membro della delegazione italiana all'Assemblea generale delle Nazioni Unite negli anni 1987, 1989, 1990, 1991, 1999 pronunciando discorsi ufficiali.
Capo delegazione al Colloquio del Consiglio d'Europa sulla violenza in famiglia del 1987, fu Vicepresidente della Conferenza mondiale dell'UNESCO su Le donne dall'istruzione al lavoro del 1987. Ha partecipato come uno dei 25 esperti mondiali dell'ONU alla Conferenza delle Nazioni Unite di Stoccolma del 1987. Membro della delegazione italiana alla Conferenza delle Nazioni Unite sui diritti umani del 1993. Nell'ambito dell'UNESCO ha partecipato alla stesura di due Dichiarazioni: 1) Dichiarazione di Salamanca, 1994, sui bisogni educativi delle persone disabili; 2) Dichiarazione sulla responsabilità delle generazioni presenti verso le generazioni future, 1997.
Componente della delegazione italiana alle Conferenze dell'UNESCO a partire dal 1981 al 2005 ed ha rappresentato ufficialmente l'Italia nei settori della Comunicazione e dei Diritti umani. Ha negoziato per l'Italia le norme standard approvate dall'Assemblea generale dell'ONU nel 1992. Ha partecipato alla riunione indetta dal Consiglio d'Europa nel 1990 a Turku-Abu (Finlandia) su "regionalismo ed universalismo dei diritti umani"; esperta del Comitato Economico e Sociale della Comunità europea, ha partecipato alla redazione di alcune direttive, in particolare: avviamento dei minorati al lavoro; molestie subite dalle donne sul luogo di lavoro.
Nel 1996 è stata nominata, dal Presidente della Corte europea dei diritti dell'uomo di Strasburgo, Presidente della Commissione per la restituzione dei beni immobili ai profughi ed ai rifugiati della ex Jugoslavia (CRPC Commission for Real Property Claims of Displaced Persons and Réfugées) prevista dall'Annesso VII degli Accordi di Dayton, dopo essere stata componente di tale Commissione fino al 31 dicembre 2003. Ha pubblicato, in Italia e all'estero, 41 volumi, inclusi testi universitari adottati per l'insegnamento in varie Università italiane, su temi di diritto internazionale, diritto internazionale privato, diritto dell'Unione europea, organizzazione internazionale, diritti umani.
Ha diretto la collana Scienze del Diritto e dell'Economia edita dalle Edizioni Scientifiche Italiane. Ha ricevuto premi e riconoscimenti a livello nazionale e internazionale. Sul piano della divulgazione, ha collaborato a vari quotidiani, venendo intervistata dai media su problemi di particolare rilievo nazionale e internazionale. Nel 2004 ha formulato una definizione di terrorismo internazionale, proposta alle Nazioni Unite.

## Libri pubblicati
- L'errore negli atti giuridici internazionali, Milano, 1963
- Le avarie comuni nel diritto internazionale privato marittimo ed aereo, 1970
- Appunti di storia e di diritto dei trattati, 1972
- Nato and its activities (New York), 1979
- The Disabled Persons and the International Organizations, New York, 1981
- Diritto comunitario e diritto internazionale privato, 1984
- Saggi di diritto e di organizzazione internazionale, 1986
- Saggi di diritto comunitario e di diritto internazionale privato, 1986
- Codice del movimento dei capitali normativa comunitaria e nazionale(parte comunitaria), 1989
- L'Europa ad una svolta: problemi economici e giuridici, 1990
- II riconoscimento dei titoli di studio in Europa, 1992
- Codice internazionale dei diritti del minore, VOL. I 1992
- Codice internazionale dei diritti del minore, VOL. II, 1992
- Insegnamento e ricerche sui diritti fondamentali in Italia (vol. 1), 1990 - 1991
- Insegnamento e ricerche sui diritti fondamentali in Italia vol. I (vol. 1), [990
- La terza età nel diritto interno ed internazionale, 1997
- Lezioni di organizzazione internazionale: vol. I Le organizzazioni a carattere universale e regionale; vol. II Le organizzazioni internazionali e i diritti umani, 1998
- L'azione delle Nazioni Unite e degli enti regionali favore dei disabili, Ministero della sanità, 1989
- La Convenzione delle Nazioni Unite sui diritti del minore e l'ordinamento italiano, 1994
- Minori, Bioetica e norme standard, 1995
- Asilo, migrazione e lavoro, 1995
- Il trattato di Maastricht, 1995
- The Rights of the Child, New York, 1995
- Le nuove norme di diritto internazionale privato, 1995
- Lineamenti del nuovo diritto internazionale privato, 1995
- Lezioni di diritto internazionale, Napoli, 2001
- I cinquant'anni dell'UNESCO: democrazia e informazione, 1996
- Le norme standard sulle pari opportunità dei disabili, 1998
- Dalla tutela giuridica all'esercizio dei diritti umani, 1999
- Gli accordi di Dayton a oltre cinque anni dalla conclusione, Roma, 2001
- Lezioni di Organizzazione internazionale, vol. I, 2ª ed., Napoli, 2002
- La Convenzione di Ginevra sullo status dei rifugiati, Roma, 2002
- Lezioni di Organizzazione internazionale, vol. II, 2° ed, Napoli, 2003
- Le organizzazioni internazionali e i diritti umani, vol. II, 2ª ed., Napoli, 2003
- L'Europa tra Costituzione, Asilo e Migrazione, Napoli, 2004
- La Corte costituzionale compie 50 anni, Roma, 2006
- Migrazione e terrorismo: due fenomeni impropriamente abbinati, Napoli, 2006
- L'integrazione dei cittadini di Paesi terzi nell'Europa allargata, Napoli, 2006
- La Convenzione delle Nazioni Unite sui diritti delle persone con disabilità, traduzione a cura di Maria Rita Saulle, Ministero degli Affari Esteri - Comitato Interministeriale dei Diritti Umani, Roma, marzo 2007
- http://www.aracneeditrice.it/aracneweb/index.php/catalogo/area/areascientifica/scienze-giuridiche/9788854814516-detail.html[collegamento interrotto], Aracne editrice, Roma, dicembre 2007
- Il contributo dei rifugiati e dei migranti nella costruzione di una società interculturale europea ed area mediterranea[collegamento interrotto], Napoli, Edizioni scientifiche italiane, 2009
- La Convenzione (dei diritti del bambino) nel ventesimo anniversario, UNICEF, giugno 2009
- Il sistema attuale di protezione internazionale, Austria, Francia, Regno Unito, Spagna, 2010

## Articoli
Oltre a recensioni e note varie

1958
- Josef Soder, Die vereinten nationen und die nichtmitmitglierder, recensione e cenni bibliografici in Rivista di Diritto Internazionale, 1958, pagg. 508-509

1959 
- Circa il valore per l'ordinamento italiano del matrimonio celebrato all'estero in forma canonica, nota in Rivista di Diritto Internazionale 1959, pagg. 321-329
- Dietrich Schindler, Gleichberechtigung von individuen als problem des völkerrechts, recensione e cenni bibliografici in Rivista di Diritto Internazionale, 1959, pagg. 545-547
- In tema di errore nei trattati internazionali, nota in Rivista di Diritto Internazionale, 1959, pagg. 607-617
- Le cause e i mezzi di guerra, in Iustitia, 12, n. 3 (lug.-set. 1959), pagg. 1-20

1960
- Competenza internazionale del giudice straniero e deroga della giurisdizione italiana, in Rivista di Diritto Internazionale, 1960, pagg. 710-720
- Karl Zemanek, Das Vertragsrecht Der Internationalen Organisatiomen, J. W. Schneider, Treaty-making power of international organizations, recensione in Rivista di Diritto Internazionale, 1960, pagg. 397-400

1961
- Badr Kasme, La capacité de l'organisation des nations unies de conclure des traités, recensione in Rivista di Diritto Internazionale 1961, pagg. 763-764
- Kaye Holloway, les réserves dans les traités internationaux, recensione in Rivista di Diritto Internazionale 1961, pagg. 381-382

1962
- Guenter Weisseberg, The international status of the United Nations, Karl Larenz, Methodenlehre der rechtswissenschaft, recensione in Rivista di Diritto Internazionale, 1962, pagg. 340-341 e 343
- L'art. 2 cod. proc. civ. e la pretesa esclusività della giurisdizione italiana, nota in Rivista di Diritto Internazionale, 1962, pagg. 288-295
- Su un ipotetico errore nei preliminari di pace di Villafranca, note e commenti in Rivista di Diritto Internazionale 1962, pagg. 35-38

1963
- Ernst Von Hippel, untersuchungen zum problem des fehlerhaften staats-akts, recensione in Rivista di Diritto Internazionale, 1963, pagg. 331-332
- Il diritto dell'economia nelle letterature straniere il diritto dell'economia 1963, pagg. 547-563 e 1363-1387 (n. 4 e n. 10)
- In margine ad una proposta di unificazione dei concetti giuridici fondamentali, nota e commenti in Rivista di Diritto Internazionale 1963, pagg. 606-610
- L'errore negli atti giuridici internazionali, recensione e notizie - estratto dalla Riv. Trim. di Diritto e procedura civile, 1963, pagg. 1136-1141
- Robert-Louis Perret, de La Faute Et Du Devoir En Droit International. Fondement De La Responsabilité, Alexandre Carlebach, le probléme de la faute et sa place dans la norme du droit international, recensioni in Rivista di Diritto Internazionale, 1963, 530-532

1964
- Ivo e. Schwartz, Dutsches internationales kartellrecht, recensione in Rivista di Diritto Internazionale, 1964, pagg. 707-708
- Matrimonio concordatario, divorzio e competenza internazionale del giudice svizzero, nota in Rivista di Diritto Internazionale, 1964, pagg. 302-312
- V.D. Degan, L'interprétation des accords En accords en droit international, La Haye, Martinus Nijhoff, 1963, recensione in Rivista di Diritto Internazionale, 1964, pag. 513

1965
- Gerard Herberichts, Téorie de la paix selon Pie XII, paris, éditions a. pedone, 1964, recensione in Rivista di Diritto Internazionale, 1965, pagg. 530-531
- Su la natura giuridica dei crediti spettanti alla CECA a titolo di prelievo generale, nota in Rivista di Diritto Internazionale 1965, pagg. 634-640

1966
- Errore (diritto internazionale), in Enciclopedia del Diritto, 1966, pagg. 1-13
- L'errore negli atti giuridici internazionali, Helene Gaudemet-Tallon, La proragation volontaire de iuridiction en - droit international privé, recensione in Rivista di Diritto Internazionale, 1966, pagg. 577-578 e pagg. 581-582
- La Xª sessione della Conferenza dell'Aja di Diritto Internazionale privato, in Annuario di diritto comparato e di studi legislativi, 1966, pagg. 75-83
- Su la rettifica di un errore contenuto nel protocollo aggiunto alla Convenzione Europea sull'equivalenza dei diplomi che danno accesso all'Università, nota in Rivista di Diritto Internazionale, 1966, pagg. 346-349

1967
- Actes et documents de la dixiéme session, recensione nell'Annuario di Diritto Comparato e di Studi Legislativi, 1967, pagg. 292-293
- Sulla legge regolatrice della prova del contratto di trasporto marittimo, nota in Rivista di Diritto Internazionale, 1967, pagg. 703-709

1968
- L'harmonisation des principes fondamentaux des systems nationaux comme première phase du procede de l'unification du droit, Unidroit, 1967-1968 pagg. 197-198

1969
- Giurisdizione volontaria, Enciclopedia del Diritto, 1969, pagg. 455-469

1970
- The consolidated treaty series edited and annotated by Clive Parry, New York, Oceana Publications, 1969 volumi i (pagg. LVIII-468), II (pagg. x-518), III (pagg. VII- 514), IV (pagg. VIII-520), v (pagg. VIII-207), recensione in Rivista di Diritto Internazionale 1970, pagg. 159-160

1971
- Il chi è la luna?, in Il Galileo, 1971, pagg. 29-32

1972
- Francis Deák, American international law cases 1783-1968, recensione in Rivista di Diritto Internazionale, 1972, pagg. 411-412

1973
- Istituto Internazionale per l'unificazione del diritto privato, 1973, pagg. 58-64

1975
- Appello Roma, 26 dicembre 1879: Garibaldi c Raimondi, panorama in Rivista di Diritto Internazionale, 1975, pagg. 222-224
- Procedimento giudiziario e procedimento arbitrale nella convenzione europea per il regolamento pacifico delle controversie internazionali, raccolta «Comunicazioni e Studi » dell'Istituto di Diritto Internazionale e Straniero dell'Università di Milano (Studi in onore di Gaetano Morelli – Il processo internazionale) 1975, pagg. 763-775

1976
- Recenti sviluppi della tutela dei diritti individuali in Europa, in Rivista di Diritto Europeo, 1976, pagg. 227-234

1977
- La Costituzione Cipriota e il Diritto Internazionale, note e commenti in Rivista di Diritto Internazionale, 1977, pagg. 579-588
- Tutela dei diritti umani e legislazione italiana, panorama in Rivista di Diritto Internazionale 1977, pagg. 831-833

1978
- “Lingue Tagliate” e Bilinguismo in Italia, alla Ricerca di una Lingua Universale, panorama in Rivista di Diritto Internazionale, 1978, pagg. 727-728 e 729-730
- Una recente vicenda in materia di riconoscimento di efficacia in Italia di atto straniero di adozione, note e commenti in Rivista di Diritto Internazionale 1978, pagg. 60-73

1979
- Bilinguismo: pari o dispari?, panorama in Rivista di Diritto Internazionale, 1979, pagg. 899-901
- Missioni diplomatiche e uffici del popolo. schiavi lavoratori o lavoratori schiavi, ovvero: mutando l'ordine dei fattori il risultato non cambia panorama, in Rivista di Diritto Internazionale, 1979, pagg. 658-659 e 659-660

1980
- Filiazione naturale e diritti umani, note e commenti in Rivista di Diritto Internazionale, 1980, pagg. 35-44
- In merito alla possibilità di estradare un rifugiato politico perseguito per reato comune, note e commenti in Rivista di Diritto Internazionale, 1980, pagg. 411-418

1981
- Il servizio militare femminile e le convenzioni internazionali, in Iustitia 1981, pagg. 275-289
- Il servizio militare femminile e le convenzioni internazionali, in Centro Studi per la Difesa, 1981, pagg. 1-26
- Organizzazione delle Nazioni Unite per l'educazione, la scienza e la cultura (UNESCO), in Enciclopedia del Diritto, 1981, pagg. 319-329
- Organizzazione per l'unità africana, in Enciclopedia del Diritto, 1981, pagg. 402-408
- Tutela giudiziaria del Coniuge e Diritti Umani davanti alla Corte Europea, in Rivista di Diritto Europeo, 1981, pagg. 211-217

1982
- La libertà d'informazione nell'Atto finale di Helsinki e lo sviluppo della comunicazione, Istituto Universitario Navale, Facoltà di Economia Marittima, 26 aprile 1982, pagg. 11-12
- Libertà di educare nelle convenzioni internazionali, in Affari Sociali Internazionali 1982, pagg. 55-60
- Tutela giudiziaria del Coniuge e Diritti Umani (diritto di famiglia), 1982, pagg. 61-68

1983
- Problemi degli handicappati dal punto di vista giuridico sociale e scolastico, in Affari Sociali Internazionali 1983, pagg. 147-167

1984
- L'Adozione internazionale della nuova legge sull'adozione e sull'affidamento dei minori, note e commenti in Rivista di Diritto Internazionale, 1984, pagg. 299-307
- Normativa Comunitaria sulla parità tra l'uomo e donna, in Affari Sociali e Internazionali 1984, pagg. 7-13
- OCSE, Center for educational research and innovation, The education of the handicapped adolescent: the transition from school to working, in Affari Sociali Internazionali, 1984, pagg. 180-181
- Problemi inerenti alla libertà religiosa in Italia, Studi in onore di Giuseppe Sperduti – Giuffrè ed. 1984, pagg. 685-693

1985
- Il servizio militare femminile e le convenzioni internazionali, in scritti su le fonti normative e altri temi di vario diritto in onore di Vezio Crisafulli, 1985, pagg. 773-786
- La legislazione italiana sulle donne nel decennio 1975-1985, in Affari Sociali Internazionali 1985, pagg. 111-124
- Qual è il ruolo della donna nello Stato moderno: il servizio delle persone allo Stato, pagg. 167-171, in Affari Sociali Internazionali, 1985
- Uguaglianza sviluppo e pace – Il ruolo delle donne in Italia 1975-1985 – dieci anni di profondo cambiamento – a cura di Renata Livrata e Maria Rita Saulle – 1985
- Wilhem G. Grewe, Epochen der völkerrechtsgeschichte, - trent'anni di diritto comunitario, recensione in Rivista di Diritto Internazionale, 1985, pagg. 253-254 e 256-257

1986
- L'anno Mondiale della Gioventù e i rifugiati provenienti dal Terzo Mondo, in Affari Sociali Internazionali, 1986, pagg. 137-145
- La XXIII Conferenza Generale dell'UNESCO, in Affari Sociali Internazionali, 1986, pagg. 231-237
- Le donne rifugiate e la loro protezione, in Affari Sociali Internazionali, 1986, pagg. 245-248
- World Conference to review and appriase the achievements of the United Nations decade for women: equality, development and peace, Nairobi, Kenya, 15-26 luglio 1985, in Affari Sociali internazionali, 1986, pagg. 191-193

1987
- I venticinque anni della Carta Sociale Europea, in Affari Sociali Internazionali 1987, pagg. 101-103
- Jus Cogens And Human Rights il diritto costituzionale al tempo della sua codificazione, 1987, pagg. 385-396

1988
- Diritto straniero (accertamento del), estratto dal volume XI della Enciclopedia Giuridica, Istituto della Enciclopedia Italiana, pagg. 1-4
- Il riconoscimento reciproco dei diplomi e delle qualifiche professionali nella CEE, in Affari Sociali Internazionali, 1988, pagg. 175-188
- Individuo (nell'ordinamento internazionale), estratto dal volume XVI della Enciclopedia Giuridica, Istituto della Enciclopedia Italiana, 1988, pagg. 1-6
- Istituti specializzati delle nazioni unite, estratto dal volume XVII della Enciclopedia Giuridica Istituto della Enciclopedia Italiana, 1988, pagg. 1-5
- La “Magna Charta” dell'umanità, in Universitas, 1988, pagg. 10-14

1989
- L'armonizzazione in Europa: dal trattato di Roma all'atto unico europeo rivista di diritto europeo, 1989, pagg. 1-18
- Le dichiarazioni internazionali a tutela dei minori e il progetto di convenzione sui diritti del bambino, in Bambino Incompiuto, 1989, pagg. 5-32
- Politica sociale della CEE, Affari Sociali Internazionali 1989, pagg. 135-184
- Recenti sviluppi del principio di parità nell'ordinamento italiano, in Archivio Giuridico “Filippo Serafini” 1989, pagg.63-73
- Schiavitu' (diritto internazionale), in Enciclopedia del Diritto, 1989, pagg. 641-648

1990
- Codice del movimento dei capitali, Edizioni scientifiche italiane 1990, pagg. 1-25
- La Convenzione delle Nazioni Unite sui diritti del bambino - il quadro della legislazione internazionale sui disabili con particolare riferimento alla legislazione vigente in Italia, in Affari Sociali Internazionali 1990, pagg. 5-15 e 17-30
- Libertà di informazione e privacy nel diritto internazionale, in Rivista Internazionale dei Diritti dell'Uomo, 1990, pagg. 244-253
- Parità dei coniugi nel diritto internazionale privato, estratto dal XXII vol. Enciclopedia Giuridica, Istituto della Enciclopedia Italiana, 1990, pagg. 1-5

1991
- L'opera delle Nazioni Unite degli istituti specializzati e delle donne organizzazioni regionali europee in favore della donna, in Rivista Internazionale dei Diritti dell'Uomo, 1991, 402-428
- Normativa e Giurisprudenza Comunitaria in materia di formazione professionale e di azioni positive, in Affari Sociali Internazionali, 1991, pagg. 83-91
- Privilegi e immunità degli enti internazionali, estratto dal XXIV, vol. Enciclopedia Giuridica, Istituto della Enciclopedia Italiana, 1991, pagg. 1-4
- Prova, IV) Diritto internazionale privato e processuale, estratto dal volume XXV della Enciclopedia Giuridica, Istituto della Enciclopedia Italiana, 1991, pagg. 1-4
- Tutela – (diritto internazionale privato), in Enciclopedia del Diritto, pagg. 390-402

1992
- Il diritto di migrare come diritto fondamentale, in Affari Sociali Internazionali 1992, pagg. 69-75

1993
- I diritti dell'uomo nel mediterraneo, Iustitia, 1993, pagg. 159-169
- Il principio della parità tra i sessi come norma di diritto internazionale inderogabile, in Passato, presente e futuro dei diritti dell'uomo, Euroma, 1993, pagg. 181-191
- Normativa comunitaria in materia di rifugiati, in Affari Sociali Internazionali 1993, pagg. 155-163

1994
- Brevi commenti sul principio di sussidarietà, in Rivista Internazionale dei Diritti dell'Uomo, 1994, pagg. 38-39
- Brevi considerazioni sul «deficit democratico» nell'ordinamento delle Comunità Europee, Jus Rivista di Scienze Giuridiche, 1994, pagg. 339-340
- Il mediatore nel trattato di Maastricht la comunità internazionale 1994, pagg. 17-24
- Norme standard e diritti umani nelle Nazioni Unite, in Rivista Internazionale dei Diritti dell'Uomo, 1994, pagg. 10-18
- Trattato del nord-atlantico, organizzazione del (NATO), estratto del volume XXXI della Enciclopedia Giuridica, Istituto della Enciclopedia Italiana, 1994, pagg. 1-7

1995
- Bioetica e diritti umani, in Affari Sociali Internazionali 1995, pagg. 121-131
- Cuestiones de legislacion perspectivas, 1995, pagg. 199-206
- Diritti umani, familiari e sociali: principi giuridici fondamentali il diritto di famiglia e delle Persone, 1995, pagg. 1117-1128
- La quarta conferenza mondiale sulle donne, in Rivista Internazionale dei Diritti dell'Uomo, 1995, pagg. 626-636
- Legislation issues prospects 1995, pagg. 181-188

1996
- Fondamenti storici delle norme standard sulle pari opportunità dei disabili - Donne e Minori Rifugiati, in Affari Sociali Internazionali 1996, pagg. 25-29 e 31-34
- La parità tra uomo e donna nel diritto internazionale e nel diritto comunitario i diritti delle donne, 1996, pagg. 39-73

1997
- Gli accordi di Dayton, in Affari Sociali Internazionali 1997, pagg. 15-17
- Sovraoccupazione e disoccupazione della donna, in Acta Medica Romana, 1997, pagg. 339-341
- Un negoziato per una norma preambolare sul diritto alla vita, in Rivista di Studi Politici Internazionali, Relazioni Internazionali, Scritti in onore di Giuseppe Vedovato, 1997, pagg. 503-506

1988
- Globalizzazione e solidarietà, Affari Sociali Internazionali 1998, pagg. 7-15

1999
- Famiglia e Diritto Internazionale, Iustitia, 1999, pagg. 306-315

2000
- Dalla tutela giuridica all'esercizio dei diritti umani, recensione in Rivista della Cooperazione Giuridica Internazionale, 2000, pagg. 201-202
- L'annesso VII agli accordi di Dayton (dottrina), in Rivista della Cooperazione Giuridica Internazionale, 2000, pagg. 9-11
- Lo sfruttamento del lavoro minorile, Roma, Accademia dei Lincei, 2000, pagg. 25-29
- Trasporto illecito di migranti, crimine organizzato e applicazione delle normative, in Affari Sociali Internazionali 2000, pagg. 71-76 (v. nº 116 di quest'indice)
- Trasporto illecito di migranti, crimine organizzato e applicazione delle normative dottrina, in Rivista della Cooperazione Giuridica Internazionale, 2000, pagg. 21-25

2001
- Daniele Arru, La pratica concordataria posteriore agli accordi di villa madama, recensione in Rivista di Studi Politici Internazionali, 2001, pagg. 509-510
- Francesca Russo, Alle origini della Società delle Nazioni, in Pacificazione e Arbitrato nella cultura europea del seicento, e recensione in Rivista di Studi Politici Internazionali 2001, pagg. 300-302
- La Carta europea dei diritti fondamentali, in Affari Sociali Internazionali 2001, pagg. 99-103

2002
- Cattolicità ed universalità del messaggio del Beato Josemarìa, la grandezza della vita quotidiana, 2002, pagg. 233-236

2004
- Direttive europee e politiche antidiscriminatorie, in Affari Sociali Internazionali, 2004, pagg. 57-61
- Droit constitutionnel de l'Union Europeénne, pag. 359, recensione in Rivista di Studi Politi Internazionali, 2004
- I diritti della famiglia nella giurisprudenza della Corte Europea dei Diritti dell'Uomo, Rivista di Studi Politici Internazionali, 2004, pagg. 619-624
- La convenzione delle Nazioni Unite sui diritti del bambino e la sua applicazione negli ordinamenti interni con particolare riferimento all'ordinamento italiano, in Affari Sociali Internazionali, 2004, pagg. 75-79

2007
- voce “diritto dei minori”, in “Le leggi complementari al codice civile”, annotate con la giurisprudenza della Cassazione e delle altre giurisdizioni superiori, di Pescatore Gabriele e Ruperto Cesare, 2 tomi, ottava ediz., Giuffrè, Milano, 2007

OLTRE A RECENSIONI E NOTE VARIE:
- Alto Commissariato delle Nazioni Unite per i Rifugiati (ACNUR), in Enciclopedia del Diritto, pagg.1-7
- Bioetica (diritto internazionale), in Enciclopedia del Diritto, pagg. 252-262
- Cardinale Zenon Grocholewski, La filosofia del diritto di Giovanni Paolo II, pagg. 346-348
- Direttiva comunitaria, in Enciclopedia del Diritto, pagg. 292-298
- Le dichiarazioni internazionali a tutela dei minori e la convenzione sui diritti del bambino, estratto da Raccolta di Scritti in memoria di Agostino Curti Gialdino, pagg. 255-271
- Le manipolazioni genetiche e il diritto internazionale, pagg. 159-165
- Mediatore europeo, in Enciclopedia del Diritto pagg. 536-542
- Norme standard, in Enciclopedia del Diritto, pagg. 591-597
- Prospettive internazionali in materia di integrazione scolastica e lavorativa. vita e pensiero, pagg. 77-86
- Ravvicinamento delle legislazioni (diritto comunitario), in Enciclopedia del Diritto, pagg. 899-907
- Sara Carmeli, La constitution italienne et le droit communautaire, étude de droit comparé, pagg. 356-357
- Sviluppo e occupazione nell'Europa federale. Itinerari giuridici e socioeconomici, su regioni e autonomie locali, pagg. 358-359

## Le Pronunce della Corte costituzionale
- Raggruppamento per materia delle decisioni di cui il Giudice Saulle è stato relatore e redattore dal 2005 al 2011 (PDF), su upload.wikimedia.org.
- Elenco delle pronunce di cui il Giudice Saulle è stato relatore e redattore dal 2005 al 2011 (PDF) [collegamento interrotto], su upload.wikimedia.org.